# Henry W. Keyes

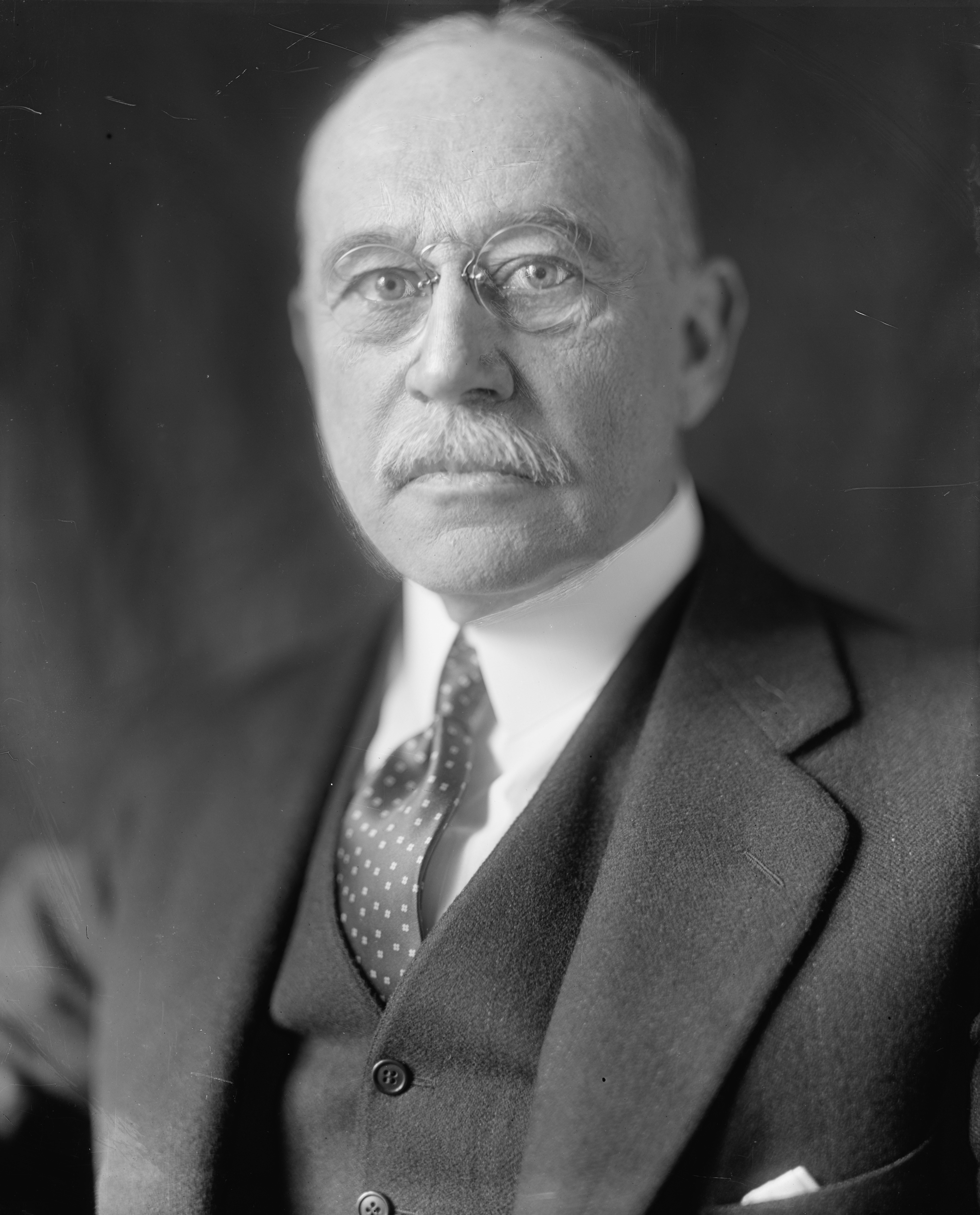
Henry W. Keyes

Henry Wilder Keyes (* 23. Mai 1863 in Newbury, Orange County, Vermont; † 19. Juni 1938 in Haverhill, New Hampshire) war ein US-amerikanischer Politiker und von 1917 bis 1919 Gouverneur des Bundesstaates New Hampshire. Von 1919 bis 1937 vertrat er seinen Staat im US-Senat.

## Frühe Jahre und politischer Aufstieg
Henry Keyes genoss eine gute Schulausbildung an privaten und öffentlichen Schulen. Er besuchte das New Hampshire College und das Dartmouth College.  Danach studierte er bis 1887 an der Harvard University. Anschließend wurde er in der Landwirtschaft tätig. Er züchtete Rinder, Pferde, Schafe und Schweine. Im Jahr 1897 war Keyes auch an der Gründung der Woodsville National Bank beteiligt, deren Präsident er bis zu seinem Tod war.
Keyes war Mitglied der Republikanischen Partei. Zwischen 1891 und 1895 und nochmals von 1915 bis 1917 war er Abgeordneter im Repräsentantenhaus von New Hampshire. Zwischen 1903 und 1905 saß er im Staatssenat. Dort war er sowohl im Eisenbahn- als auch im Forstausschuss. Von 1903 bis 1915 war er Mitglied und Kämmerer der Lizenzkommission seines Staates. Von 1915 bis 1917 war er Vorsitzender der Steuerkommission (Excise Commission).

## Gouverneur von New Hampshire
Im Jahr 1916 wurde Henry Keyes zum Gouverneur seines Staates gewählt. In seiner zweijährigen Amtszeit, die am 2. Januar 1917 begann, wurde die Frauen- und Kinderarbeit neu geregelt. Die Boston- und Maine-Eisenbahn wurde neu strukturiert. Damals wurde auch ein Gesetz gegen Börsenbetrug erlassen. Seine Amtszeit war aber von den Ereignissen des Ersten Weltkriegs überschattet, zu dem auch New Hampshire seinen Beitrag leisten musste.

## US-Senator
Noch während seiner Gouverneurszeit wurde Keyes im November 1918 als Nachfolger von Henry F. Hollis als Class-2-Senator in den US-Kongress gewählt. Er nahm sein Mandat ab dem 4. März 1919 wahr und konnte nach einigen Wiederwahlen bis zum 3. Januar 1937 in diesem Gremium verbleiben. Im Senat war er Vorsitzender des Ausschusses zur Überwachung des Postministeriums. Er war auch Mitglied im Ausschuss zur Kontrolle der laufenden Ausgaben (Committee to Audit and Control the Contingent Expenses) und des Ausschusses, der sich mit den staatlichen Gebäuden und Liegenschaften beschäftigte. Im Jahr 1936 bewarb sich Keyes nicht um eine erneute Wahl in den Kongress. Dort übernahm Styles Bridges seinen Sitz, den er bis 1961 behalten sollte.

## Weiterer Lebenslauf
Henry Keys überlebte das Ende seiner Senatorenzeit nur um etwa 18 Monate. Er starb im Juni 1938. Mit seiner Frau Frances Parkinson hatte er drei Söhne.